# Forsbo gruva

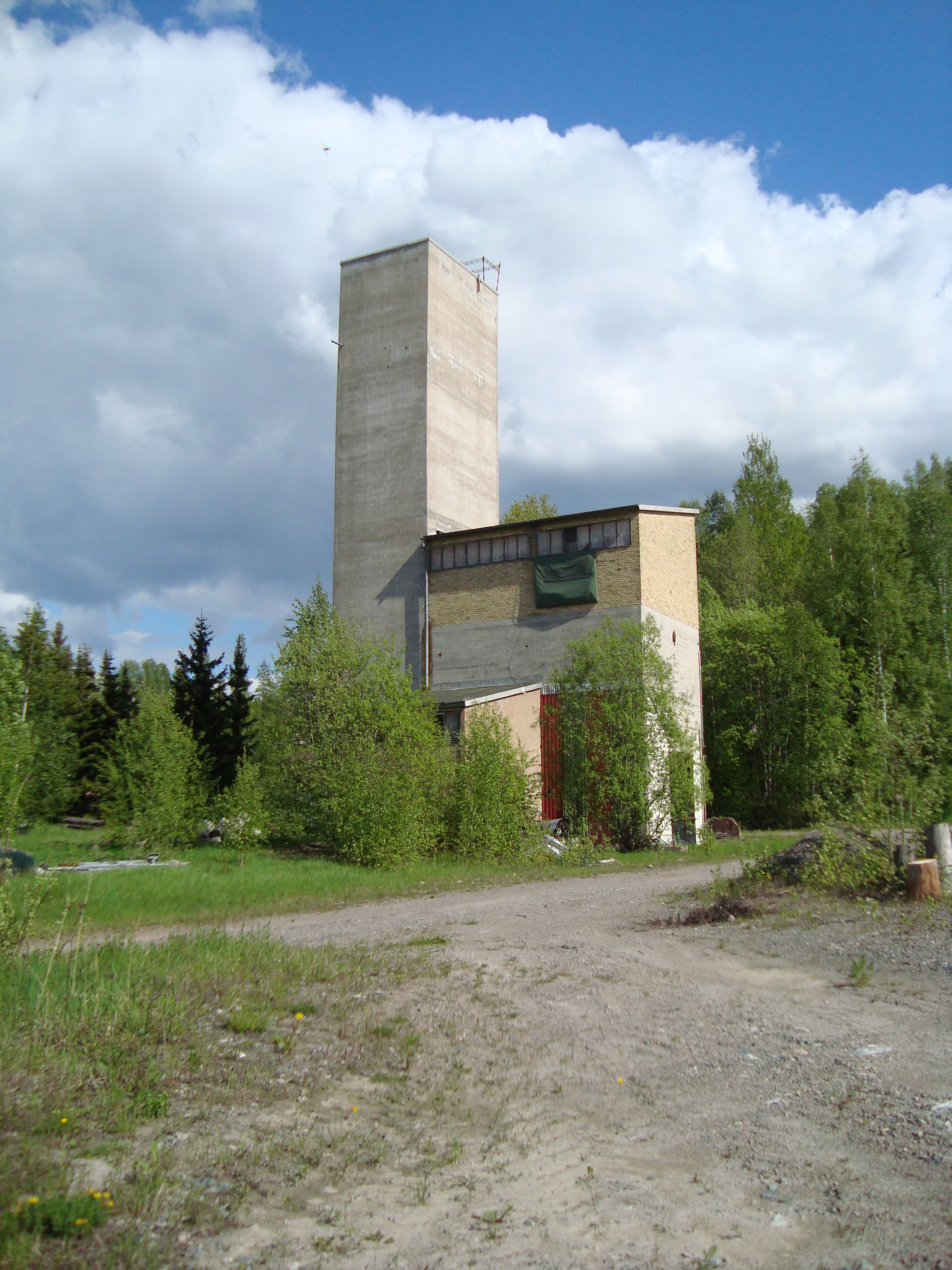
Gruvlaven.

Forsbo gruva är en före detta järnmalmsgruva utanför Fäggeby i Säters kommun, Dalarna, i drift 1950–1971. Gruvområdet i Forsbo består av 14 gruvhål, varav tre med timmerfodring, och har även en sligtipp samt en skrotstensvarp.
Gruvan ägdes av Ställbergsbolagen och började brytas 1950. Den första laven flyttades till platsen från Sundsgruvan samma år, men en ny lave i betong byggdes 1953, då även ett nytt maskinhus tillkom som ersatte det ursprungliga. Ytterligare ett byte av maskinhus skedde 1961.
Gruvstuga med tillhörande kontor uppfördes 1950, men brann ner 1952. En ny gruvstuga byggdes samma år, men ersattes 1956–1957, som även innehöll lager. Sovringsverket byggdes om till renodlad sligproduktion 1963. På området ska även ett våghus ha funnits.
Gruvdriften upphörde 1971 och laven används numera av Berguvens klättringsklubb, efter att bland annat ha använts som garage. Gruvstugan är omgjord till privatbostad.